# Tekken (computerspelserie)
Tekken is een van de succesvolste reeks van computerspellen van het Japanse bedrijf Namco met wereldwijd ruim 40 miljoen verkochte exemplaren. In deze serie vechtspellen is het de bedoeling om de tegenstander met behulp van onder andere combo's en worpen te verslaan. Het Tekken-project staat onder leiding van de Japanse producent Katsuhiro Harada.

## Spellen in de serie
- Tekken (1994) – Arcade, PlayStation
- Tekken 2 (1995) – Arcade, PlayStation
- Tekken 3 (1997) – Arcade, PlayStation
- Tekken Tag Tournament (1999) – Arcade, PlayStation 2
- Tekken 4 (2001) – Arcade, PlayStation 2
- Tekken 5 (2004) – Arcade, PlayStation 2
- Tekken 5: Dark Resurrection (2005) – Arcade, PlayStation Portable, PlayStation Network
- Tekken 6 (2007) – Arcade, PlayStation 3, Xbox 360, PlayStation Portable
- Tekken Tag Tournament 2 (2011) – Arcade, PlayStation 3, Xbox 360, Wii U
- Tekken 7 (2015) – Arcade, PlayStation 4, Xbox One, Windows
- Tekken 8 (2024) – PlayStation 5, Xbox Series X/S, Windows

## Verhaal
Het verhaal begint wanneer Heihachi Mishima een toernooi organiseert. Zestien vechters nemen hieraan deel. Na de eliminatieronden blijven er nog acht over: Marshall Law, Paul Phoenix, Kazuya Mishima, Nina Williams, Jack, King, Michelle Chang en Yoshimitsu. Uiteindelijk kwam Kazuya tegenover zijn vader te staan. Hij won het gevecht en gooide Heihachi uit wraak in een afgrond. Toen hij de leiding had genomen over de Mishima Zaibatsu, verdween Kazuya steeds meer in de schaduw. Echter startte hij het tweede toernooi; de winnaar zou tien keer zoveel prijzengeld als het eerste toernooi krijgen. Nadien zijn er meer vervolgen uitgekomen.

## Het spel
De basis gameplay van Tekken wordt als eenvoudig beschouwd. Elke toets aan de rechterkant van de controller is verbonden aan een arm of een been. Door meerdere knoppen tegelijk te drukken of door een bepaalde serie knoppen in te drukken krijg men sterkere aanvallen. In tegenstelling bijvoorbeeld tot de snellere Street Fighter-serie, draait het bij Tekken meer om tactiek, het afwachten op een aanval van de tegenstander en het anticiperen daarop.

## Personages

### Hoofdpersonages
- Jin Kazama
- Kazuya Mishima
- Heihachi Mishima

### Overige personages
- Alex
- Alisa Bosconovitch
- Angel
- Anna Williams
- Armor King
- Asuka Kazama
- Azazel
- Azucena
- Baek Doo San
- Bruce Irvin
- Bryan Fury
- Craig Marduk
- Christie Monteiro
- Combot
- Devil
- Devil Jin
- Dr. Gepetto Boskonovitch
- Eddy Gordo
- Eleonore "Leo" Kliesen
- Emilie "Lili" de Rochefort
- Feng Wei
- Forest Law
- Ganryu
- Gon
- Gun Jack
- Hwoarang
- Jack
- Jack-2
- Jack-5
- Jack-6
- Jinpachi Mishima
- Julia Chang (Jaycee)
- Jun Kazama
- King
- Kuma
- Kunimitsu
- Lars Alexandersson
- Lee Chaolan
- Lei Wulong
- Ling Xiaoyu
- Marshall Law
- Michelle Chang
- Miguel Caballero Rojo
- Miharu Hirano
- Mokujin
- Nancy-MI847J
- Nina Williams
- Ogre
- Panda
- Paul Phoenix
- Prototype Jack
- Raven
- Reina
- Robert "Bob" Richards
- Roger
- Roger Jr.
- Sebastian
- Sergei Dragunov
- Slim Bob
- Steve Fox
- Tetsujin
- Tiger Jackson
- True Ogre
- Unknown
- Violet
- Wang Jinrei
- Yoshimitsu
- Katarina Alves
- Claudio Serafino
- Shaheen
- Akuma
- Master Raven
- Gigas
- Lucky Chloe
- Negan
- Noctis Lucis Caelum
- Geese Howard